# Helictotrichon pratense
Espèce
Helictotrichon pratense, aussi appelée selon les auteurs  Avenula pratensis ou Helictochloa pratensis, est l'Avoine des prés, espèce de plante herbacée monocotylédone de la famille des Poaceae. 

## Description
Cette graminée pérenne a des tiges mesurant généralement de 30 à 80 cm de hauteur (valeurs extrêmes : de 4 à 100 cm), minces et à port érigé. Les feuilles sont aplaties et mesurent de 4 à 30 cm de long pour 1 à 5 mm de large. Elle présente deux ligules de 2 à 5 (voire 7) mm à leur base.
L'inflorescence mesure de 5 à 16 cm de long, voire jusqu'à 20 cm.

## Répartition et habitat
L'Avoine des prés est une espèce des pelouses calcaires oligotrophes pâturées.

## Statut
Cette plante est protégée dans le Nord-Pas-de-Calais.

## Liste des sous-espèces
Selon Tropicos (9 juillet 2013) (Attention liste brute contenant possiblement des synonymes) :
- sous-espèce Helictotrichon pratense subsp. gonzaloi (Sennen) Mateo & Figuerola
- sous-espèce Helictotrichon pratense subsp. hirtifolium (Podp.) Dostál
- sous-espèce Helictotrichon pratense subsp. ibericum (St.-Yves) Mateo & Figuerola